# Ridgeville (Indiana)
Ridgeville és una població dels Estats Units a l'estat d'Indiana. Segons el cens del 2000 tenia 843 habitants.

## Demografia
Segons el cens del 2000, Ridgeville tenia 843 habitants, 340 habitatges, i 234 famílies. La densitat de població era de 551,7 habitants/km².
Dels 340 habitatges en un 32,4% hi vivien nens de menys de 18 anys, en un 52,9% hi vivien parelles casades, en un 10,9% dones solteres, i en un 30,9% no eren unitats familiars. En el 25,9% dels habitatges hi vivien persones soles l'11,5% de les quals corresponia a persones de 65 anys o més que vivien soles. El nombre mitjà de persones vivint en cada habitatge era de 2,48 i el nombre mitjà de persones que vivien en cada família era de 2,97.
Per edats la població es repartia de la següent manera: un 26,1% tenia menys de 18 anys, un 10,6% entre 18 i 24, un 27,9% entre 25 i 44, un 23% de 45 a 60 i un 12,5% 65 anys o més.
L'edat mediana era de 34 anys. Per cada 100 dones de 18 o més anys hi havia 97,8 homes.
La renda mediana per habitatge era de 33.819 $ i la renda mediana per família de 40.547 $. Els homes tenien una renda mediana de 27.596 $ mentre que les dones 24.107 $. La renda per capita de la població era de 14.547,.7,4 $. Cap de les famílies i el 8,3% de la població estaven per davall del llindar de pobresa.

## Poblacions més properes
El següent diagrama mostra les poblacions més properes.